# Alexander Hess
Alexander Hess (ur. 4 maja 1898 w Karlovej Huti, zm. 10 sierpnia 1981 w Brooksville w Stanach Zjednoczonych) – czechosłowacki wojskowy, pułkownik, pilot myśliwski.

## Życiorys
Po ukończeniu szkoły średniej w Pradze w 1916 roku wstąpił na jednoroczny ochotnik do 88 pułku piechoty, który stacjonował w tym czasie w Szolnoku i Kecskemecie. W dniu 14 października 1916 roku ukończył szkołę oficerów rezerwy i w dniu 16 lutego 1917 roku został na front wschodni jako dowódca plutonu w 88 pułku piechoty. W dniu 26 kwietnia 1917 roku przeniesiony do 102 pułku piechoty został skierowany na front włoski. Gdzie w sierpniu 1917 roku został ranny w rękę, a w listopadzie w głowę. W dniu 1 lutego 1918 został dowódcą kompanii, a następnie batalionu miotaczy ognia. W wrześniu 1918 roku wycofany z frontu, został dowódcą kompanii w batalionie marszowym 102 pułku piechoty, który stacjonował w Hartbergu. Na tym stanowisku doczekał końca I wojny światowej. 
Po powrocie do Czechosłowacji w listopadzie 1918 roku wstąpił do 48 pułku piechoty w Benešowie, tworzącej się armii czechosłowackiej. Jednak już 31 grudnia 1918 roku został zdemobilizowany. Rozpoczął wtedy studia na wydziale budowy maszyn Politechnik w Pradze. W dniu 30 czerwca 1919 roku ponownie został powołany do wojska i pełnił służbę w 17 pułku piechoty. W dniu 1 maja 1920 roku na własną prośbę przeszedł do lotnictwa, a w marcu 1921 roku ukończył kurs obserwatorów lotniczych. Po ukończeniu kursu został przydzielony do 2 pułku lotniczego w Ołomuńcu. Następnie w czerwcu 1924 roku ukończył kurs pilotów samolotów dwumiejscowych, a w lipcu 1924 roku kurs pilotów myśliwskich i został pilotem w 33 eskadrze myśliwskiej 2 pułku lotniczego. 
We wrześniu 1924 roku został przeniesiony do 1 pułku lotniczego w Pradze. Pełnił tam kolejno stanowiska dowódcy: 32, 34 eskadry myśliwskiej i 11 eskadry obserwacyjnej. W 1927 roku został dowódcą 36 dywizjonu myśliwskiego. W okresie od 14 września do 20 października 1927 roku przebywał w Królestwie Serbów, Chorwatów i Słoweńców, gdzie dowodził niewielkim czechosłowackim oddziałem lotniczym, który stacjonował na zat. Kotorskiej i który zajmował się holowaniem nad Adriatykiem celów artylerii przeciwlotniczej.
Po powrocie do kraju dowodził od 5 czerwca 1928 roku 11 eskadrą obserwacyjną, później od 15 marca 1929 10 dywizjonem obserwacyjnym w 1 pułku lotniczy. Następnie w okresie od 1 września 1931 roku do 1 marca 1934 dowodził dywizjonem szkolnym 1 pułku lotniczego. 
1 marca 1934 powołany został do Ministerstwa Obrony Narodowej, gdzie pełnił funkcję oficera szkolenia w referacie III/I. W tym czasie był szefem zespołu lotniczego, który wziął udział w zawodach lotniczych zorganizowanych w czasie Igrzysk Olimpijskich i zawodach lotniczych w Zurychu. W dniu 4 października 1937 roku skierowany został na kurs wyższych dowódców jednostek, a pod koniec tego roku skierowany został do 4 pułk lotniczego. W czasie mobilizacji w 1938 roku dowodził III/I dywizjonem myśliwskim. W dniu 15 marca 1939 roku w Pardubicach przekazywał sprzęt Niemcom, które w tym czasie zajęły Czechosłowacje.
W styczniu 1940 roku na podstawie fałszywych dokumentów uciekł z Protektoratu Czech i Moraw i przez Słowację, Węgry i Jugosławię w dniu 21 lutego 1940 roku dotarł do Francji. Początkowo znajdował się w dyspozycji Czechosłowackiego Komitetu Narodowego w Paryżu. 
W dniu 14 kwietnia 1940 roku został skierowany na lotnisko w Chartres, gdzie przeszedł przeszkolenie na samolotach francuskich. Od rozpoczęcia kampanii francuskiej był pilotem myśliwskim w eskadrze obrony bazy lotniczej Chartres, latając na samolocie Morane-Saulnier MS.406. Po kapitulacji Francji z grupą czechosłowackich pilotów udał się do Wielkiej Brytanii, gdzie dotarł 23 czerwca 1940 roku do portu w Falmouth.
Grupa pilotów z którą dotarł do Wielkiej Brytanii stała się podstawą do utworzenia pierwszego czechosłowackiego dywizjonu myśliwskiego w ramach RAF. Dywizjon otrzymał nr 310, a on został 17 lipca 1940 roku jego pierwszym czechosłowackim dowódcą. Po rozpoczęciu bitwy o Anglię, dywizjon rozpoczął loty bojowe na samolotach Hawker Hurricane Mk. I. Pomimo wieku wziął on udział w lotach bojowych, w czasie których zestrzelił na pewno 2 samoloty i uszkodził 1. W dniu 28 lutego 1941 roku ze względu na swój wiek został odwołany ze stanowiska dowódcy dywizjonu i 1 marca 1941 roku został czechosłowackim oficerem łącznikowym w Dowództwie Lotnictwa Myśliwskiego RAF, którą pełnił do 1 stycznia 1942 roku, kiedy został zwolniony z RAF.
Po zwolnienia z RAF, przeszedł do czechosłowackiej służby dyplomatycznej, zostając attaché lotniczym w USA, a następnie od 21 września 1945 roku to samo stanowisko w Kanadzie, które pełnił do 15 lutego 1946 roku.
W dniu 23 marca 1946 roku wrócił do Czechosłowacji i początkowo pracował w Ministerstwie Obrony Narodowej, a 30 listopada 1946 roku został dowódcą lotnictwa 2 Okręgu Wojskowego w Czeskich Budziejowicach. Po przejęciu władzy przez komunistów w dniu 27 lutego 1948 roku został skierowany na urlop, a 1 czerwca 1948 roku przeniesiony do rezerwy.
Jeszcze w czerwcu 1948 roku nielegalnie wyjechał z kraju i w 1949 roku został członkiem Rady Wolnej Czechosłowacji, która skupiała czechosłowackich emigrantów politycznych. Następnie udał się do Stanów Zjednoczonych, gdzie rozpoczął pracę jako doradca technicznych linii lotniczych Pan American na lotniskach LaGuardia i Johna F. Kennedy’ego. Gdzie pracował do 1965 roku, kiedy przeszedł na emeryturę. 
Po przejściu na emeryturę zamieszkał w Brooksville na Florydzie, gdzie zmarł. Pochowany natomiast na cmentarzu wojennym Brookwood Cemetery, gdzie są pochowani czechosłowaccy piloci który zginęli w czasie bitwy o Anglię. W dniu 10 września 1991 roku pośmiertnie został awansowany do stopnia generała majora.

## Awanse
- podporucznik (poručík) (1918)
- porucznik (nadporučík)
- kapitan (kapitan)
- kapitan sztabowy (štábní kapitan)
- major (major)
- Squadron Leader (12.07.1940) (RAF)
- podpułkownik (podplukovník) (01.03.1941)
- Wing Commander (01.03.1941) (RAF)
- Group Captain (1941) (RAF)
- pułkownik (plukovník) (07.03.1945)
- generał major (generálmajor in memoriam) (10.09.1991 – pośmiertnie)

## Odznaczenia
- Order Lwa Białego I kl. (2021 – pośmiertnie)
- Krzyż Wojenny Czechosłowacki 1939 (28.10.1940)
- Czechosłowacki Medal za Odwagę w Obliczu Nieprzyjaciela
- Czechosłowacki Wojskowy Medal za Zasługi I st.
- Czechosłowacki Wojskowy Medal Pamiątkowy z nakładkami Francja i Wielka Brytania
- Krzyż Wybitnej Służby Lotniczej (Wielka Brytania) (27.10.1940)
- Gwiazda za Wojnę 1939-1945 z klamrą Battle of Britain (Wielka Brytania)
- Gwiazda Lotniczych Załóg w Europie (Wielka Brytania)
- Medal Obrony (Wielka Brytania)
- Medal Wojny 1939–1945 (Wielka Brytania)